# Państwowe Muzeum Lotnictwa im. O. K. Antonowa
Państwowe Muzeum Lotnictwa im. O. K. Antonowa – muzeum lotnictwa otwarte w 2003 roku w Kijowie.

## Historia
Muzeum zostało otwarte 30 września 2003 roku obok portu lotniczego Kijów-Żulany. Zlokalizowano go na terenie dawnej bazy lotniczo-treningowej Kijowskiego Instytutu Inżynierów Lotnictwa Cywilnego (od 2003 roku Narodowego Instytutu Lotnictwa), a zgromadzone tam samoloty weszły w skład jego zbiorów. W 2014 roku CNN umieściło go na liście 20 najlepszych muzeów lotniczych na świecie. W 112 rocznicę urodzin Olega Antonowa 7 lutego 2018 roku Muzeum nadano jego imię. 